# Nicole Notat
Nicole Notat, née le 26 juillet 1947 à Châtrices (Marne), est une syndicaliste et cheffe d'entreprise française.
Elle a été de 1992 à 2002 secrétaire générale de la CFDT. En juillet 2002, elle fonde Vigeo — devenue Vigeo Eiris à la suite de la fusion de Vigeo avec l'acteur britannique Eiris — dont elle fut PDG jusqu'en 2020, où elle s'engage pour une conception du développement durable. Elle est aussi membre du groupe de réflexion sur l'avenir de l'Europe présidé par Felipe González et établi par le Conseil européen.
Elle a été la première femme à diriger une confédération syndicale en France. Elle a aussi été la première femme à présider le club d'influence Le Siècle.

## Biographie

### Formation et ascension dans le syndicalisme
Nicole Notat, issue d'une famille d'agriculteurs, choisit de devenir institutrice pour enfants en difficulté. Institutrice en formation à l'école normale d'instituteurs de Bar-le-Duc, elle y participe au mouvement de Mai 68.
Cette figure du monde syndical adhère à la Confédération française démocratique du travail (CFDT) en 1969. Elle devient secrétaire du Syndicat général de l'Éducation nationale Sgen-CFDT pour la Meuse en 1970, puis membre de la commission exécutive régionale Sgen Lorraine en 1972. En 1978, elle occupe le poste de secrétaire régionale Sgen Lorraine et membre du conseil de l'Union régionale CFDT Lorraine.
C'est en 1982 que sa carrière s'accélère, lorsqu'elle devient permanente et prend des responsabilités nationales en entrant, à 35 ans, dans la Commission exécutive confédérale, au poste de secrétaire nationale, chargée du secteur éducation puis, en 1985, chargée du secteur emploi/formation professionnelle. En 1982, elle pilote la création, dans le monde universitaire, de Pour un syndicalisme autogestionnaire, un syndicat étudiant directement membre de la CFDT, qui veut rénover la réflexion sur l'enseignement supérieur.

### Secrétaire générale de la CFDT
Sa progression est relativement rapide : après avoir adhéré à 22 ans en 1969, elle devient dix-neuf ans après secrétaire générale adjointe de la CFDT dès 1988, à 41 ans, puis secrétaire générale le 20 octobre 1992. Son prédécesseur Jean Kaspar, réélu à la tête de la CFDT en avril 1992 puis démissionnaire en octobre de la même année, aurait été victime d'un « putsch » de Nicole Notat. D'après Libération, celui-ci consista en « l'exploitation assez cynique d'une affaire privée d'une relation amoureuse extraconjugale liant Jean Kaspar et son attachée de presse. C'est sur cette relation, faux secret dont bruissait fort la confédération et tout le monde syndical et politique et journalistique, que s'organisa le "putsch" qui évinça Kaspar ». Son opposition lui reproche par ailleurs un bourrage des urnes. À l'Unédic, elle a été présidente du conseil (1992 à 1994), secrétaire du conseil d'administration (1994 à 1996) et présidente du conseil d'administration (1996 à 1998).
Elle engage la CFDT sur la voie d'un syndicalisme « partenaire » à l’allemande. Contestée à l’intérieur de la CFDT en raison de son attitude jugée excessivement complaisante à l'égard du patronat, ses détracteurs la surnomment « la tsarine ». Lors d’un congrès houleux en 1995, une majorité de congressistes (52 %) estiment que le bureau national qu’elle dirige « n’a pas rempli le mandat qu’attendaient les syndicats ». C'est la première fois dans l'histoire de la CFDT que la direction est ouvertement désavouée par les adhérents.
Lors d'une manifestation le 24 novembre 1994, elle doit évacuer le cortège, mise en cause pour ses prises de positions au sein de la centrale. Pendant la manifestation parisienne de la fonction publique le 17 octobre 1996, elle est vivement prise à partie pour son soutien l'année précédente au plan Juppé. Elle est alors accusée de « trahison » par des manifestants. La CFDT connait une vague de départs de militants, qui rejoignent ou créent des syndicats SUD.
La CFDT devient le partenaire privilégié du Medef dans le cadre de la « Refondation sociale » lancée en 2000 par l’organisation patronale. Elle signe tous les accords, ce que déplore la CGT et FO.
En 2002, elle ne brigue pas un renouvellement de son mandat lors du congrès confédéral de Nantes, à l'issue duquel François Chérèque lui succède.

### Après la CFDT
Elle crée alors Vigeo, société européenne d'évaluation des performances sociales et environnementales des entreprises RSE. Elle est soutenue par de nombreux chefs d'entreprises. 
En tant que présidente de Vigeo, elle a repris l'agence ARESE, fondée par Geneviève Férone, première agence de notation sociale en France. En 2015, Nicole Notat est devenue la présidente de Vigeo Eiris, à la suite de la fusion de Vigeo avec l'agence britannique Eiris. Elle est remplacée à la présidence par Sabine Lochmann à compter du 1er janvier 2020, tout en restant à la tête du conseil d'administration.
En 2005, elle appelle à voter « oui » au référendum sur la Constitution européenne.
Elle est membre du conseil d'orientation du think tank En Temps Réel. Elle a aussi participé à quelques travaux de la Haute Autorité de lutte contre les discriminations et pour l'égalité (Halde).
Elle est membre du club Le Siècle dont elle a assuré la présidence du 1er janvier 2011 au 31 décembre 2013 et est désormais membre de son conseil d'administration.
Nicole Notat a été désignée par le Conseil européen membre du groupe de réflexion sur l'avenir de l'Europe présidé par Felipe Gonzalez et rattaché au Conseil européen. Le groupe a pour mission de proposer au Conseil européen de mars 2010 une feuille de route stratégique pour l'Europe à l'horizon 2020-2030.
Elle était membre du conseil d'administration de la Coface (Compagnie française d'assurance pour le commerce extérieur) et du conseil de surveillance du Monde S.A.
Depuis novembre 2011, elle est médiatrice dans le cadre de la mise en place des nouveaux horaires par la SNCF et RFF.
En janvier 2013, elle devient la chef de file du groupe de travail « Promouvoir et valoriser l'entrepreneuriat responsable » des futures assises de l'entrepreneuriat, sous l'égide de la ministre Fleur Pellerin.
En 2013, un dirigeant de l'Union des industries et métiers de la métallurgie l'accuse d'avoir accepté une enveloppe de 60 000 euros.
Elle soutient dès le premier tour Emmanuel Macron lors de l'élection présidentielle de 2017,. Son nom est évoqué pour faire son entrée au gouvernement, sans résultat.
Le 9 mars 2018, elle remet avec le patron de Michelin Jean-Dominique Senard un rapport sur le rôle de l'entreprise dans la société française au ministre de l'Économie Bruno Le Maire.
Le 21 mars, elle est nommée par la ministre du Travail, Muriel Pénicaud, et le ministre des Affaires étrangères, Jean-Yves Le Drian, déléguée française à l'Organisation internationale du travail (OIT). Le 14 mai, le ministère du Travail indique cependant que Nicole Notat renonce à représenter la France à l'OIT, en raison de « risques d’interférence potentiels entre son activité professionnelle et la fonction  de représentante ».
Elle est nommée en mai 2020 par le gouvernement à la tête du « Ségur de la santé », qui doit proposer des solutions pour mettre fin à la « paupérisation » des personnels soignants.
Début avril 2022, à quelques semaines de l'élection présidentielle, elle appelle à voter pour Emmanuel Macron, vantant « sa stature d'homme d'État » et « son engagement européen ». À la suite de la réélection d'Emmanuel Macron, le nom de Nicole Notat est évoqué à plusieurs reprises comme potentielle Première ministre,,.

## Critiques
En 2018, le Canard enchaîné critique le fonctionnement de Vigeo. Un article reprend le témoignage d'un chef d'entreprise, « Vigeo, c'est pas compliqué, il suffit de payer : tu files 200 000 ou 300 000 balles, on certifie que ta boîte est écolo et sociale, et te voilà peinard ».

## Décorations
- Chevalier de la Légion d'honneur en juillet 2016[20].